# Tony Bettenhausen jr.
Tony Bettenhausen jr. (Joliet (Illinois), 20 oktober 1951 – Harrison County (Kentucky), 14 februari 2000) was een Amerikaans autocoureur en teameigenaar.

## Carrière
Bettenhausen reed in zijn carrière 103 Champ Car races, waaronder elf keer de Indianapolis 500. Zijn beste resultaat op de Indianapolis Motor Speedway behaalde hij tijdens de race van 1981 toen hij op een zevende plaats eindigde in een McLaren. Naast de Indy 500 was zijn beste prestatie een tweede plaats op de Michigan International Speedway in het Champ Car seizoen van 1981, hij werd toen zesde in de eindstand van het kampioenschap. Hij richtte het Bettenhausen raceteam op, het huidige HVM Racing. In februari 2000 verongelukte hij toen het kleine vliegtuig waarmee hij van Homestead naar Indianapolis reisde crashte. Ook zijn vrouw en twee zakenpartners kwamen om het leven.
Tony Bettenhausen jr. was de zoon van Tony Bettenhausen en de jongere broer van Gary Bettenhausen.